# Modulación por frecuencia de pulsos
La modulación por frecuencia de pulsos (o PFM, de pulse-frequency modulation en inglés) es una técnica de modulación utilizada para transmitir información o regular la potencia de los motores eléctricos.
Consiste en variar la frecuencia de unos pulsos que tienen una duración en alto o en bajo fija. Con esta diferencias se modula la información. Y en el caso de motores cuando la frecuencia es mayor la  potencia aumenta.

Véase también:
- Modulación por ancho de pulsos

- Datos: Q6020422